# Hilfsstromquelle
Eine Hilfsstromquelle, welche in der praktischen Konkretisierung etwa als Notstromgerät (NSG) ausgeführt sein kann, ist eine zusätzliche, behelfsmäßige Stromversorgung elektrischer Anlagen. Sie kann bei Störungen in der regulären (primären) Stromversorgung einen Notbetrieb aufrechterhalten. Eine Hilfsstromquelle
- ist als interne Baugruppe oder Bauelement[1] fest installiert oder
- wird als externes, mobiles Gerät bei Bedarf herangeführt.

Als Energiequelle können Akkumulatoren, Batterien oder bei höherem Strombedarf auch Notstromaggregate eingesetzt werden, sowie Netzteile, welche über einen zweiten Leitungsweg gespeist werden.
Als Hilfsstromquelle werden auch in der Messtechnik eingesetzte Stromquellen benannt, z. B. bei einer Widerstandsmessung mit der Wheatstoneschen Messbrücke oder Spannungsmessungen nach dem Kompensationsprinzip.

## Anwendungen
- Im Aufzugsbau ermöglicht das vorgeschriebene Notstromgerät bei Ausfall der Stromversorgung eine Notbeleuchtung im Fahrkorb, den Betrieb der Wechselsprechanlage oder eine Türöffnung.[3] Im Aufzugsbau ist es immer eine fest installierte Baugruppe, die auch eine unterbrechungsfreie Stromversorgung (USV) enthalten kann.[4]
- Bei elektrischen Türschlössern in ortsfesten Anlagen und in Türen von Elektrofahrzeugen, deren interne Batterien oder Akkumulatoren leer sind, kann mit einer externen Hilfsstromquelle eine Türöffnung ermöglicht werden, um in einem späteren Schritt einen Batteriewechsel oder eine Batterieaufladung durchzuführen. Diese Geräte können auch mit einem Programmiergerät gekoppelt sein.[5]